# Alice Gray
Alice Gray BSc, FLSW (nascida em 1992) é uma escritora científica galesa que escreve o blog Mindful of Science. Ela foi reconhecida como uma das 100 Mulheres mais inspiradoras do mundo pela BBC em 2015 e em 2021 por seu trabalho na defesa da representação das mulheres nas áreas STEM.

## Carreira
Alice Gray recebeu um bacharelado em Neurociências pela Cardiff University em 2013. No mesmo ano, ela iniciou o blog Mindful of Science. O blog "STEMinist" discute questões enfrentadas pelas mulheres na ciência, tecnologia, engenharia e matemática (STEM), defendendo a importância da diversidade e da representação na ciência e para a remoção de barreiras ao avanço das mulheres na educação e nas carreiras STEM. Alice Gray comenta que o blog deu-lhe oportunidades de defender ainda mais as mulheres em STEM para agências e organizações governamentais.
Alice também produz um podcast (Inside the Petri Dish) e uma série de vídeos no YouTube (Gray Matter), que abordam temas científicos contemporâneos e populares.
Em entrevistas, Alice Gray mencionou um projeto de livro em andamento, intitulado Women in White Coats, focado nas histórias reais de mulheres em STEM.

### Linha de pesquisa e publicações (
Alice Gray atua na interseção entre neurociência, igualdade de gênero e comunicação científica. Graduada em Neurociência pela Cardiff University (2013), ela concentra sua carreira em ampliar a visibilidade de mulheres nas áreas de ciência, tecnologia, engenharia e matemática (STEM), além de promover o acesso público à ciência.
É fundadora do blog Mindful of Science (anteriormente STEMinist), no qual escreve sobre os desafios enfrentados por mulheres na ciência e defende maior diversidade institucional. Também é produtora e apresentadora do podcast Inside the Petri Dish, e da série de vídeos Gray Matter, no YouTube, que abordam descobertas recentes em neurociência, saúde mental e políticas científicas com linguagem acessível ao público leigo.
Colaborou com diversos veículos de divulgação científica, incluindo a BBC, Chemistry World, Womanthology e Sooper Articles, com textos que discutem temas como representatividade feminina em STEM, inteligência artificial e tendências tecnológicas emergentes.

#### Publicações em jornalismo científico
- "Diverse science equals better science, so let’s show young girls what they are truly capable of" – Womanthology, 27 de setembro de 2022.
- "Python – A Coveted Choice For AI And Machine Learning Solutions" – Sooper Articles, 27 de dezembro de 2021.
- "How Migrating From AngularJS to Angular Future‑proof Your Business Application" – Sooper Articles, 11 de dezembro de 2021.

## Vida pessoal
Gray nasceu em 1992. Ela tem uma irmã gêmea idêntica, e foi criada perto de Amroth, Pembrokeshire, País de Gales.

## Reconhecimentos
Em 2015 e em 2021, Alice Gray foi reconhecida como uma das 100 Mulheres mais inspiradoras do mundo pela BBC, por seus escritos científicos.
Em 2023, Alice Gray foi eleita Fellow da Learned Society of Wales.